# Something old, something new

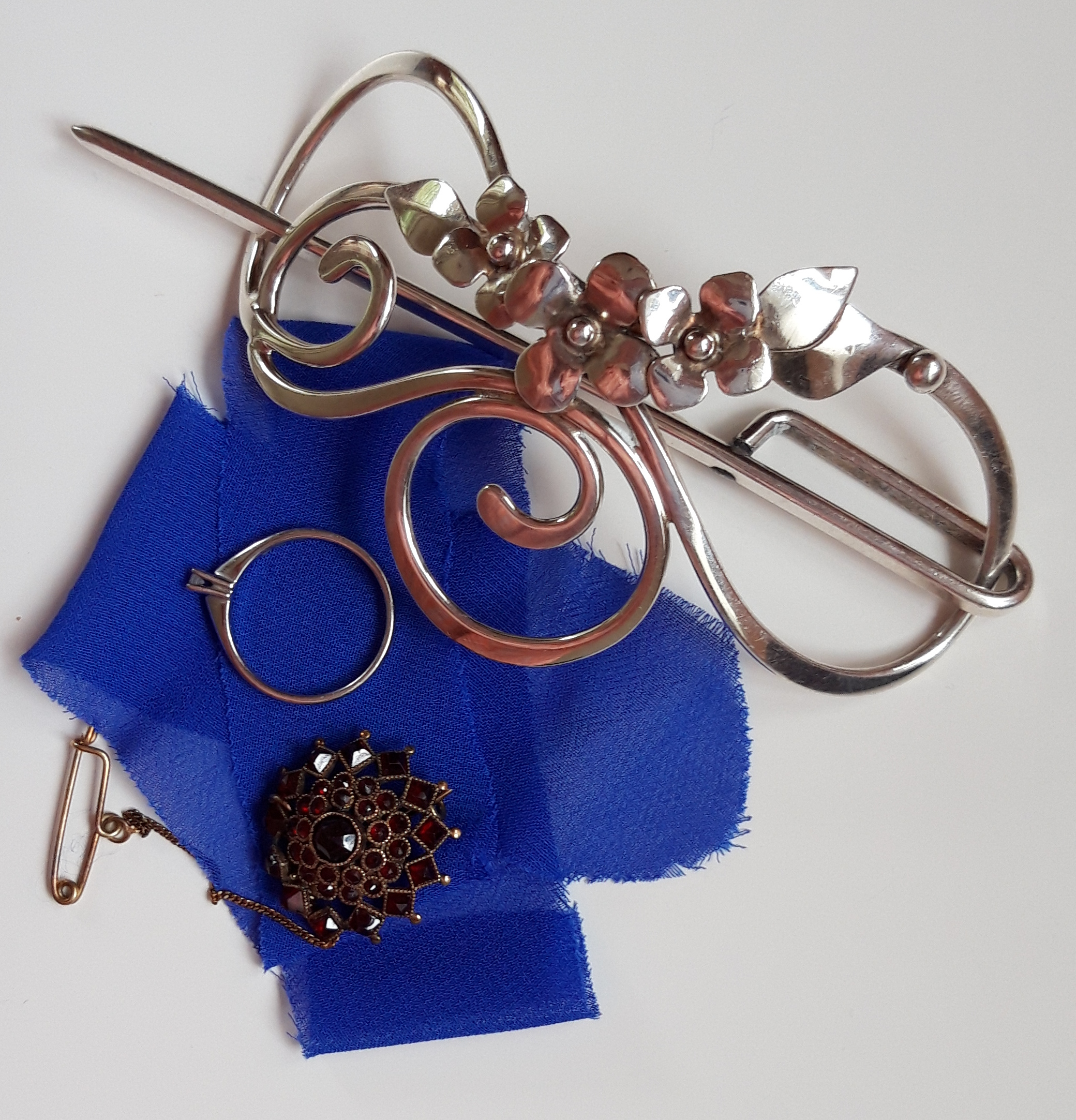
Voorwerpen gedragen door een Nederlandse bruid in 2019

"Something old, something new" zijn de eerste twee regels van een traditioneel Engels gedicht over de voorwerpen die een bruid zou moeten dragen op haar bruiloft. Deze voorwerpen zouden de bruid geluk brengen. Het gebruik is afkomstig uit de Engelse folklore, maar is ook in Nederland en België bekend geworden en overgenomen.

De tekst van het gedicht luidt:
Something old,

something new,

something borrowed,

something blue,

and a sixpence in her shoe.
De vertaling luidt: Iets ouds, iets nieuws, iets geleends, iets blauws en een muntje in haar schoen.

## Symboliek
Het oude voorwerp zou geluk brengen aan een toekomstige baby.
Het van een andere gelukkige bruid geleende voorwerp zou geluk brengen aan de nieuwe bruid zelf.
De kleur blauw is een teken van trouw. Het blauwe voorwerp wordt volgens de Engelse traditie ook gedragen als kousenband, een onderdeel van de kleding die een rol speelt in de gebruiken rond het huwelijk.
De sixpence — een zilveren Britse munt — was een symbool van welvaart, maar zou ook dienen als spreuk tegen mogelijke eerdere vrijers.
De voorwerpen kunnen ook bescherming bieden tegen het boze oog. Het boze oog zou ervoor kunnen zorgen dat de bruid onvruchtbaar blijft. Door iets te lenen van een vrouw die gezegend is met kinderen, zou de bruid ook een vruchtbaar leven kunnen verkrijgen.
Er bestaan ook andere interpretaties. Something old kan ook staan voor het oude leven dat de bruid achter zich laat, something new voor het nieuwe leven dat gaat komen. Something borrowed staat voor het belang van familie en vrienden.

## Oorsprong
De vroegste versie van de eerste twee regels van het gedicht is aangetroffen in het korte verhaal Marriage Superstitions, and the Miseries of a Bride Elect in een editie van St James' Magazine uit 1871. De vertelster zegt in dat verhaal: "Op de trouwdag van het huwelijk moet ik something new, something borrowed, something blue dragen."
De eerste versie van het volledige gedicht stond in een krant uit 1876. Daarin werd gerapporteerd over een bruiloft, waar de bruid "volgens de oude traditie iets ouds en iets nieuws, iets geleends en iets blauws droeg". De laatste regel van het gedicht "een sixpence in haar schoen" is een aanvulling uit de Victoriaanse tijd.
In 1905 was het volledige gedicht de Atlantische oceaan overgestoken naar de Verenigde Staten. Het verscheen daar in het boek Purple and Fine Linen van Emily Post. Het dragen van de vijf voorwerpen is nog steeds populair in zowel het Verenigd Koninkrijk als in de Verenigde Staten.